# Szahranaz
Szahranaz (arab. شهرناز) – miejscowość w Syrii, w muhafazie Hama. W 2004 roku liczyła 1646 mieszkańców.